# Distretto di Jinshui
Il distretto di Jinshui (金水区S, Jīnshuǐ QūP) è un distretto della Cina, situato nella provincia di Henan e amministrato dalla prefettura di Zhengzhou.